# پوکی استخوان

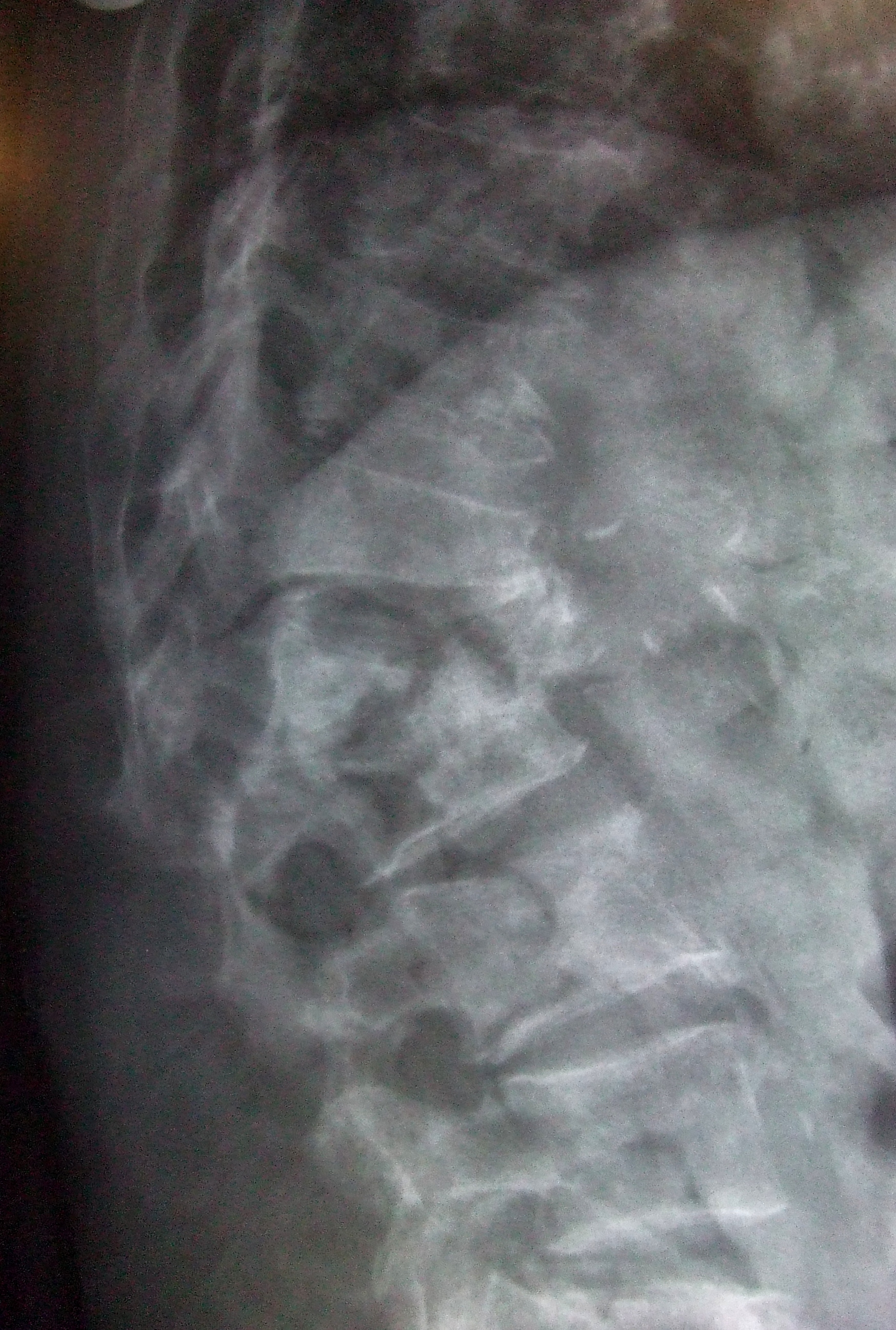
اشعه ایکس یک شکستگی در مهرهای کمر را نشان می‌دهد

پوکی استخوان یا اُستئوپروز (به انگلیسی: Osteoporosis) طبق تعریف انجمن ملی بهداشت (هیئت ایجاد اتفاق نظر برای پیشگیری از استئوپروز)، یک اختلال اسکلتی است که بیشتر در دوران کهنسالی بروز می‌کند و ویژگی بارز آن کاهش استحکام استخوان بوده و فرد را در معرض خطر شکستگی قرار می‌دهد.

## همه‌گیرشناسی
در ایالات متحده، ۱٫۵ میلیون شکستگی ناشی از پوکی استخوان در سال دیده می‌شود. که هفتصد هزار مورد از آن در مهره‌ها، دویست و پنجاه هزار مورد در استخوان زند زبرین، دویست و پنجاه هزار مورد در لگن و سیصدهزار مورد در سایر استخوان‌ها رخ می‌دهد. شکستگی‌های لگن وخیم‌ترین عارضه استئوپروز بوده و میزان مرگ ومیر آن در سال اول بیش از ۲۰٪ است. بیش از ۵۰٪ بیماران مبتلا به شکستگی لگن قادر به بازگشت به حالت ایستاده قبلی نبوده و تقریباً ۱۰٪ آنان نیاز به تسهیلات مراقبتی دراز مدت خواهند داشت. سه چهارم شکستگی‌های لگن در زنان رخ می‌دهد. پس از سن ۵۰ سالگی، خطر بروز شکستگی لگن در طول زندگی برای زنان سفیدپوست ۱۷٪ و برای مردان سفیدپوست ۶٪ می‌باشد. اگر سنجش تراکم مواد معدنی استخوان را ملاک قضاوت قرار دهیم، ۱۳ الی ۱۷ میلیون زن دچار کاهش توده استخوانی در گردن و استخوان ران بوده و ۴ الی ۶ میلیون زن سفیدپوست یائسه مبتلا به استئوپروز می‌باشند. هرچند میزان عوارض (موربیدیته) در شکستگی‌های مهره‌ای کمتر است، اما میزان مرگ ومیر آن‌ها به دلیل خطر بیماری‌های ریوی و قلبی-عروقی بیشتر است. فقط یک سوم از شکستگی‌های مهره‌ای که در پرتونگاری تشخیص داده می‌شوند، تحت مراقبت طبی قرار می‌گیرند. در زن‌ها پوکی استخوان در سن ۳۵ سالگی آغاز می‌گردد.

## علل بیماری
این بیماری در دوران یائسگی زنان بسیار شایع است زیرا در این دوران استروژن بسیار در بدن زنان کم می‌شود. همچنین کمبود مواد معدنی مانند کلسیم، پروتئین و ویتامین دی و استعمال دخانیات مانند سیگار باعث پوکی استخوان می‌شود. در شرایط کمبود مواد معدنی در رژیم غذایی، بدن این کمبود را از بافت‌های استخوانی می‌گیرد و این کار در طول زمان باعث فقر استخوان‌ها از لحاظ مواد معدنی و در نتیجه پوکی استخوان می‌گردد. همچنین با بالا رفتن سن تخریب بافت استخوانی بیش از ساخت آن می‌شود و با گذشت زمان و در دوران کهنسالی این عارضه بروز می‌کند. برخی از بیماری‌ها مثل پرکاری تیروئید، کم‌کاری غدد جنسی، آرتریت روماتوئید، بیماری کوشینگ و دیابت و مصرف برخی داروها مثل کورتن و لووتیروکسین، فورزماید، هپارین، فنیتوئین نیز در طول زمان باعث پوکی استخوان می‌گردند. عوامل دیگری نیز مثل کم‌تحرکی یا کمبود وزن بیش از ۱۰٪ نسبت به وزن دوران جوانی یا بی‌ام‌آی کمتر از ۱۹ ٬عوامل وراثتی و اعتیاد به الکل باعث پوکی استخوان هستند.
باور بر این بود که مصرف بیش از اندازه کافئین از عامل‌های خطر است اما پژوهش تازه نشان می‌دهد ارتباط زیادی بین پوکی استخوان و مصرف کافئین وجود ندارد.

## علایم
برخلاف بسیاری از بیماری‌های مزمن، که علائم و نشانه‌های متعددی دارند، پوکی استخوان یک بیماری خاموش و بدون علامت است تا زمانی که یک شکستگی ایجاد شود. که هفتصد هزار مورد آن در مهره‌ها، دویست و پنجاه هزار مورد در استخوان زند زبرین، دویست و پنجاه هزار مورد در لگن و سیصدهزار مورد در سایر استخوان‌ها رخ می‌دهند. شکستگی‌های لگن وخیم‌ترین عارضه پوکی استخوان بوده و میزان مرگ ومیر آن در سال اول بیش از ۲۰٪ است. شکستگی‌های ناشی از استئوپروز، شکستگی‌هایی هستند که به‌طور معمول در آن موقعیت‌ها در افراد سالم شکستگی استخوان رخ نمی‌دهد. که این شکستگی‌ها به عنوان شکستگی ناشی از شکنندگی در نظر گرفته می‌شوند. شکستگی‌های لگن پس از سقوط رخ می‌دهند، اما دو سوم شکستگی‌های مهره‌ای به صورت خاموش بوده و با یک فشار مختصر مانند بلند کردن یک جسم، عطسه کردن و خم شدن رخ می‌دهند.

## شکستگی‌ها
کمر درد ناگهانی از نشانه‌های فروپاشی مهره است.

## شاخص‌های خطر
عوامل خطر برای شکستگی‌های ناشی از پوکی استخوان را می‌توان به دو گروه قابل کنترل و غیرقابل کنترل تقسیم کرد. علاوه بر این بیماری‌هایی خاص و اختلالاتی نیز وجود دارند که پوکی استخوان در آن‌ها به عنوان یک عارضه شناخته می‌شود. استفاده از داروها به‌طور تئوریک یک عامل خطر قابل کنترل است اگرچه در اغلب موارد افزایش خطر ابتلا به پوکی استخوان بر اثر دارودرمانی اجتناب ناپذیر است. البته کافئین خطر ابتلا به پوکی استخوان را بالا نمی‌برد.

### عوامل غیرقابل کنترل
از مهم‌ترین عوامل غیرقابل کنترل در ابتلا به پوکی استخوان می‌توان به افزایش سن (در مردان و زنان)، جنسیت مؤنث، کمبود استروژن پس از یائسگی که باعث کاهش حجم مواد معدنی در استخوان می‌شود، اشاره کرد. البته در مردان کاهش سطح تستوسترون منجر به پوکی استخوان می‌شود. پوکی استخوان در همه نژادهای بشری رخ می‌دهد، اما اروپایی‌ها و آسیایی‌ها در ابتلا به پوکی استخوان مستعدتر هستند.

## تشخیص
تشخیص پوکی استخوان معمولاً به دنبال یک شکستگی بالینی حاد یا انجام آزمایش سنجش تراکم استخوان مسجل می‌شود. رادیوگرافی‌ها می‌توانند شکستگی فشاری مهره‌ها را نشان دهند، ولی شواهد پرتونگاری کاهش توده استخوانی تا هنگامی که ۳۰٪ از توده استخوان تحلیل نرفته، ایجاد نمی‌شود. عکس‌های پرتونگاری شاخص خوبی برای تشخیص پوکی استخوان نیستند زیرا نفوذ کم یا بیش از حد اشعه در فیلم عکاسی روی کیفیت آن تأثیر می‌گذارد، از این‌رو رادیوگرافی‌ها راهنماهای خوبی برای پی بردن به استئوپروز نیستند و غالباً تشخیص براساس سنجش تراکم مواد معدنی استخوان مسجل می‌گردد.

## درمان
- بیس‌فسفونات‌ها
- دنوزوماب (پرولیا Rank ligand Inhibitors)
- آگونیست - آنتاگونیست‌های استروژن
- هورمون درمانی جایگزین(HRT)

در پژوهشی به نام «پیشگامان سلامت زنان» که یک کارآزمایی بزرگ، تصادفی شده، کنترل‌شده با دارونما و چند مرکزی برای ارزیابی هورمون درمانی جایگزین بوده‌است، محققان گزارش کرده‌اند که شکستگی‌های گردن ران و مهره‌ها پس از ۵٫۲ سال، ۳۶٪ کاهش یافته‌اند. علاوه بر افزایش توده استخوانی، بهبود وضعیت لیپیدها، کاهش سرطان کولون و کاهش علائم یائسگی فواید دیگر این روش درمانی هستند. با این حال به‌دلیل خطرات احتمالی HRT ازجمله وقایع قلبی-عروقی، سرطان پستان، ترومبوز وریدی عمقی، آمبولی ریوی و مشکلات کیسه صفرا توصیه می‌شود این روش فقط باید برای تخفیف علائم یائسگی به‌کار رود و برای پیشگیری یا درمان پوکی استخوان از درمان‌های دیگری استفاده شود.
- کلسی‌تونین
- هورمون پاراتیروئید
- درمان‌های آینده
- جراحی ترمیمی مهره‌ها (کیفوپلاستی)

بتازگی محققان سوئدی دریافتند که هورمون رشد قادر است اثرات ناشی از پوکی استخوان را در زنان پس از یائسگی کاهش دهد. این تحقیقات که به مدت ۱۰ سال به طول انجامید نشان می‌دهد که استفاده از هورمون رشد در اوایل یائسگی می‌تواند علایم پوکی استخوان را کاهش دهد و از شکستگی استخوان جلوگیری کند.

##### درمان پوکی استخوان

###### بهبود سلامت استخوان‌ها ”درمانی موثر و راحت”
متاسفانه پوکی استخوان یک بیماری بسیار شایع در افراد جامعه می باشد و بدترین مسئله آن، حالت وپنهانی بودن آن است؛ بدین صورت که این امکان وجود دارد که فرد بیمار مبتلا به این بیماری باشد و رفته رفته سلول های موجود در استخوان آن تجزیه شود، اما تا علايم خاصی را نداشته باشد، از همین رو حتما باید پیشگری های لازم و همچنین آزمایشات را قبل از هرگونه عارضه خاصی انجام دهید.

###### نقش سبک زندگی در درمان پوکی استخوان
در ابتدا باید بدانید که داروهای درمان پوکی استخوان به تنهایی نمی توانند به خوبی در بدن فرد بیمار عمل کنند، و حتما باید علاوه بر مراجعه به پزشک و تهیه داروی مناسب جهت درمان یک بازنگرری بر روی سبک زندگی تان داشته باشید، چرا که نوع زندگی ما، رژیم غذایی که داریم و دیگر عادت های ما هستند که خطر ابتلا به یک بیماری را افزایش و همچنین روند درمان اکثر بیماری ها را هم راحتر می کنند و هم سریع تر، از جمله مواردی که باید جهت درمان پوکی استخوان در سیک زندگی تان رعایت کنید موارد زیر هستند:
- فعالیت بدنی منظم (مثل پیاده‌روی، یوگا یا تمرینات وزنی سبک)
- رژیم غذایی غنی از کلسیم و ویتامین D
- ترک سیگار و الکل

این نکات باعث می‌شوند علاوه بر افزایش اثر داروهای درمان پوکی استخوان،‌روند درمان نیز سریع تر شوند و همچنین احتمال خطر شکستگی استخوان ها را کاهش دهد.

## داده‌های آماری در رابطه با کشور ایران
در سال ۸۰، حدود ۱۵ درصد از جمعیت ایران دچار پوکی استخوان بودند که، در سال ۹۰ جمعیت ۱۵ درصدی دچار پوکی استخوان به ۳۴ درصد افزایش یافته‌است.
بر اساس آمارها ۲۰ درصد زنان ایرانی بالای ۵۰ سال دچار درجات قابل توجهی از کاهش تراکم استخوان هستند که احتمال شکستگی‌های ناشی از پوکی استخوان را در آن‌ها بیشتر می‌کند. در ایران حدود ۵/۴ درصد مردان و هشت درصد زنان به پوکی استخوان و بیش از ۳۵درصد آن‌ها به درجات خفیف‌تری از کاهش تراکم استخوان مبتلا هستند.
نتایج مطالعات تازه نشان داده‌است که شیوع پوکی استخوان و کاهش توده استخوانی در مردان ایرانی با شیب بیشتری در حال افزایش است. در این پژوهش پوکی استخوان در مردان بالای ۵۰ سال و زنان یائسه، و پوکی استخوان در مردان کمتر از ۵۰ سال و زنان قبل از سن یائسگی مورد بررسی قرار گرفت و نشان داده شد که شیوع پوکی استخوان و کاهش توده استخوانی در مردان با شیب بیشتری در حال افزایش است و از آنجایی که میزان مرگ و میر به دنبال شکستگی در مردان بیشتر از زنان است، اهمیت موضوع بیشتر می‌شود.
گزارش جدید مرکز تحقیقات استئوپروز (پژوهشگاه پوکی استخوان) دانشگاه علوم پزشکی تهران حاکی از آن است که شیوع پوکی استخوان نسبت به آمارهای گذشته افزایش یافته و امروزه ۶۲/۷ درصد از زنان و ۲۴/۶ درصد از مردان بالای ۶۰ سال به پوکی استخوان مبتلا هستند. این بدان معناست که از هر ۲ زن و هر ۴ مرد بالای ۵۰ سال یک نفر در معرض شکستگی‌های ناشی از پوکی استخوان نظیر شکستگی لگن است. به‌طور معمول ۲۰ تا ۵۰ درصد موارد شکستگی لگن به مرگ منجر می‌شود. در ایران این میزان در زنان ۱۵۷ نفر در یکصد هزار نفر و در مردان ۱۳۸ نفر در یکصد هزار نفر است.

## معادلهای انگلیسی
1. ↑  The National Osteoporosis Prevention
2. ↑  Hormone Replacement Therapy